# Altolaterra
Altolaterra  (o Alto la Terra; N'zullatera o N'zulatera in dialetto locale) è la parte più antica e alta della città di Tagliacozzo (AQ), in Abruzzo. Il quartiere è situato a circa 850 m s.l.m.

## Storia

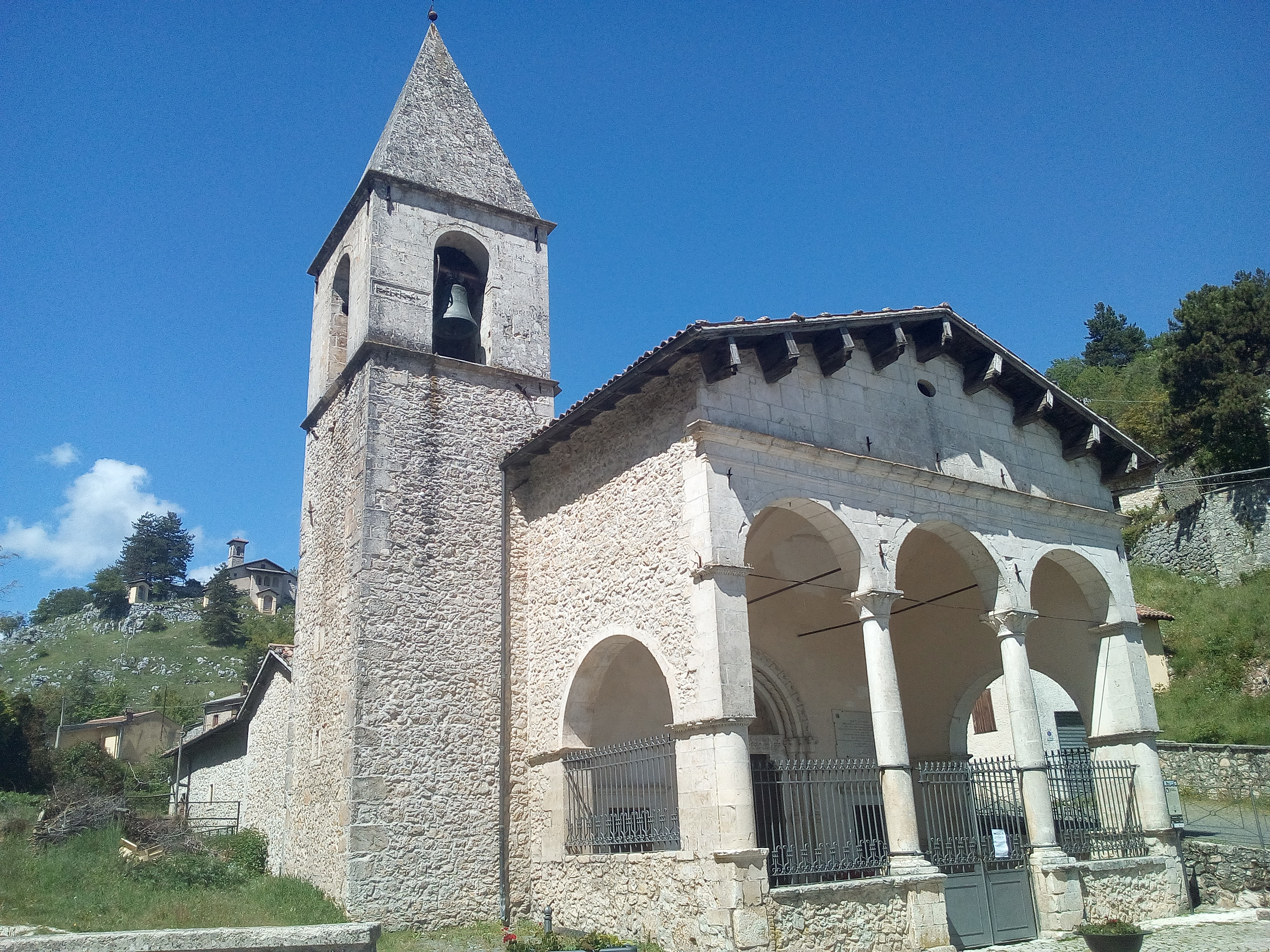
Chiesa della Madonna del Soccorso

La località di Altolaterra nel XX secolo contava circa 1 000 abitanti. La gran parte dei cittadini si è trasferita o è emigrata in città e Paesi più industrializzati per trovare lavoro, come ad esempio a Roma, a Milano, in Germania, negli Stati Uniti e in Australia. Altri abitanti si sono trasferiti nel vicino centro urbano di Tagliacozzo, distante poche centinaia di metri dalla zona più antica della città.

## Monumenti e luoghi d'interesse

### Architecture religiose
Chiesa di Santa Maria del SoccorsoLa chiesa più importante di Altolaterra è dedicata a Santa Maria del Soccorso. Originariamente chiamata "Santa Maria ad Furcam" venne edificata presumibilmente nel XII secolo. La contemporanea chiesa venne ricostruita su quella preesistente e dotata del portico durante il XVI secolo. Sul retro sono visibili le tracce dell'ospedale realizzato in seguito alla diffusione della peste.
- Chiesa di San Pietro.
- Chiesa di San Nicola.
- Chiesa di Sant'Antonio Abate, collocata nei pressi di porta Valeria.
- Chiesa del Calvario, piccolo edificio di culto situato nella parte più alta del quartiere. Qui fa tappa ogni anno la processione del Venerdì Santo che parte dalla chiesa parrocchiale di San Pietro. Sul monte Civita che sovrasta Altolaterra è posta una croce alta circa dieci metri[1].

### Architetture militari
- Castello di Tagliacozzo, ruderi del castello medievale situati a 998 m s.l.m. sulla sommità del monte Civita[3].

### Aree naturali
- Parco geologico risorgenti dell'Imele[4].

## Società

### Tradizioni e folclore
La festa più importante è quella dedicata alla protettrice del quartiere Sant'Agnese.